# تومي دارسي
تومي دارسي (بالإنجليزية: Tommy D'Arcy)‏ (22 يونيو 1932 في المملكة المتحدة - 1985) هو لاعب كرة قدم بريطاني في مركز الهجوم. لعب مع كوين أوف ساوث ونادي ساوثيند يونايتد ونادي هيبرنيان ونادي سترنرير ‏.